# Florența Mihai
Florența Mihai, romunska tenisačica, * 2. september 1955, Bukarešta, Romunija, † 14. oktober 2015, Bukarešta.
V posamični konkurenci je največji uspeh kariere dosegla leta 1977, ko se je uvrstila v finale turnirja za Odprto prvenstvo Francije, kjer jo je premagala Mima Jaušovec v treh nizih. Na turnirjih za Odprto prvenstvo ZDA se je najdlje uvrstila v tretji krog leta 1977, na turnirjih za Odprto prvenstvo Anglije pa v drugi krog istega leta. V konkurenci ženskih dvojic se je dvakrat uvrstila v četrtfinale turnirja za Odprto prvenstvo Francije, v konkurenci mešanih dvojic pa leta 1977 v finale skupaj z Ivánom Molino.

## Finali Grand Slamov

### Posamično (1)

#### Porazi (1)
| Leto | Turnir                    | Nasprotnica v finalu | Rezultat finala    |
| 1977 | Odprto prvenstvo Francije | Mima Jaušovec        | 2–6, 7–6(7–5), 1–6 |

### Mešane dvojice (1)

#### Porazi (1)
| Leto | Turnir                    | Partner     | Nasprotnika v finalu      | Rezultat finala |
| 1977 | Odprto prvenstvo Francije | Iván Molina | Mary Carillo John McEnroe | 6–7, 3–6        |